# Marisol Escobar
Marisol Escobar (ur. 22 maja 1930 w Paryżu, zm. 30 kwietnia 2016 w Nowym Jorku) – amerykańska rzeźbiarka figuratywna, łącząca drewno z innymi materiałami.

## Życiorys
Urodziła się w Paryżu w wenezuelskiej rodzinie, spędziła młodość w Los Angeles i Paryżu, studiując krótko w École des Beaux-Arts (1949). W 1950 przeniosła się do Nowego Jorku, gdzie studiowała w Art Students League of New York i Hans Hofmann School of Fine Arts. Swoje wczesne figury, grubo ciosane, wykonywała głównie z drewna. W Nowym Jorku nawiązała kontakty z abstrakcyjnymi ekspresjonistycznymi – Willemem de Kooningiem, Franzem Kline i Jacksonem Pollockiem. Kojarzona często z pop-artem, włączała wiele innych wpływów stylistycznych do swojej pracy – sztukę ludową, sztukę prekolumbijską, kubizm, dadaizm i kolaż, kontestując jednocześnie klasyfikację sztuki na te nurty. Szeroko rozpoznawalna artystką stała się w latach 60., dzięki zestawieniom bezwładnych form i malowanego gipsu i przyborów nadających pracom śmiertelnie poważną ironię. Wiele z jej prac przedstawia wariacje o komórce rodzinnej. Jej portrety grup osób publicznych, m.in. Charles’a de Gaulle'a i Lyndona B. Johnsona (1967) są szczególnie satyryczne. W 1961 była włączona do wystawy Museum of Modern Arts "The Art of Assemblage" ("Sztuka Asamblażu"). W 1962 i 1964 odniosła sukces na wystawie w Stable Gallery w Nowym Jorku. W latach 60. i 70. była trwale usytuowana w orbicie społecznej i artystycznej Andy'ego Warhola, którego została bliską przyjaciółką i otrzymała role w jego filmach Kiss (1963) i 13 Most Beautiful Women (1964). W latach 60., 70. i 80. kontynuowała tworzenie rzeźb portretowych artystów, m.in. Georgia O’Keeffe with Dogs (1977) i Portrait of Marcel Duchamp (1981) oraz polityków (Bishop Desmond Tutu, 1988). Zaczęła również zajmować się wydarzeniami historycznymi, m.in. tworząc w 1993 rzeźbę Blackfoot Delegation to Washington 1916 odnoszącą się do starań plemienia Czarne Stopy o negocjacje z rządem USA o ich prawa do terenu. Pod koniec życia wykonywała prace na papierze.